# Veteranigrottan
Veteranigrottan är en grotta vid Donaus vänstra strand, 22 km sydväst om Gamla Orșova, belägen där floden, endast 260 m bred, bryter sig genom det trånga passet vid Kasan. Grottan är 15 m hög och rymmer 400 personer; den behärskar fullständigt Donau. Sitt namn har den erhållit efter den habsburgske generalen Friedrich von Veterani (1650–1695) som 1691 lät en av sina underbefälhavare hålla den besatt och försvara den under 45 dagar mot osmanerna.